# Lac Hess
Le lac Hess, en Argentine, est un lac andin d'origine glaciaire situé à l'ouest de la province de Río Negro, dans le département de Bariloche, en Patagonie. 

## Toponymie

Carte du parc national Nahuel Huapi.

Il porte le nom de Fernando Hess, un explorateur chilien d'origine allemande, qui accompagna Francisco Fonck dans ses expéditions dans la région argentine des « Lacs du Sud », au milieu du XIXe siècle.

## Description
Ses rives sont douces et possèdent de vastes plages, généralement couvertes de joncs. Elles sont entourées d'une dense forêt de type andino-patagonique restée en plus grande partie en bon état de conservation. Il se trouve au sein du parc national Nahuel Huapi.
Depuis ses rives, on a de superbes vues du lointain et imposant mont Tronador.
Le lac se trouve sur le parcours du río Manso, qui constitue à la fois son tributaire principal et son unique émissaire. Il est situé deux kilomètres au nord-est du lac Julio Roca et moins de deux kilomètres au sud-est du lac Fonck.
Comme tous les lacs du bassin versant du río Manso, le lac appartient au bassin de l'océan Pacifique.

## Affluents
- Le río Manso, en provenance du lac Los Moscos
- Le río Fonck, émissaire du lac Fonck

## Tourisme et pêche
Sur ses rives se trouve un hôtel, qui satisfait les besoins touristiques. On trouve aussi un camping. Le lac est une destination assez prisée, du fait qu'il se trouve sur la route menant à la Cascada de los Alerces voisine, un but touristique très populaire parmi les visiteurs en provenance de San Carlos de Bariloche.
C'est aussi une destination de choix pour les amateurs de pêche sportive aux salmonidés. 